# آباسا، سومالی
آباسا، سومالیا (به لاتین: Abasa, Somalia) در سومالی است که در awdal واقع شده‌است.